# 奈良短期大学
奈良短期大学（ならたんきだいがく）は、奈良県奈良市下三条町において1952年に設置される計画のあった日本の私立短期大学である

## 概要
- 戦後教育資料にその記載がある。母体は、学校法人奈良学園[注 1]なっており、商科、生活科学科、農業科の3科を擁する短期大学として文部省[注 3]に設置認可の申請を行っていたが、不認可となる[1]。ちなみに、同名称の短期大学は翌年に設置された奈良県立短期大学の略称として用いられることがある[2]

## 設置予定のあった学科
- 商科
- 農業科
- 生活科学科